# Шведское перо

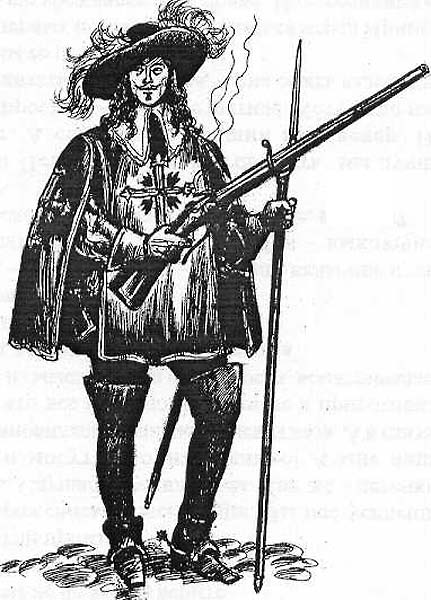
Мушкетёр с мушкетом и шведским пером

Шведское перо (англ. Swinefeather, Swedish feather) — комбинация опорной вилки (сошки) с колюще-рубящим холодным оружием. Применялось в Европе в качестве опорной вилки при стрельбе из мушкетов, а также как вспомогательное оружие пехоты. 

## История
Несмотря на своё название, оружие не было изобретено шведским королём Густавом II Адольфом, как утверждают некоторые источники. Впервые «перья» появились во время Нидерландской революции и произошли от оборонительного заграждения, известного как friese ruiter (нидерл. friese ruiter — фризский всадник) или cheval de frise (фр. cheval de frise — фризская лошадь), поскольку использовалось во Фрисландии против испанской конницы. Густава Адольфа же мог познакомить с этим типом оружия учитель нидерландского штатгальтера Морица Оранского — Симон Стевин. Термин шведское перо появился позже и мог происходить от сленгового swinefeather, который дословно переводится как свинокол или кабанье копьё.